# رادنیچکی کراگویواتس
اوکی رادنیچکی کراگویواتس (انگلیسی: OK Radnički Kragujevac) تیم والیبال حرفه‌ای مستقر در کراگویواتس، صربستان است. این تیم در لیگ برتر والیبال صربستان و در لیگ قهرمانان والیبال اروپا حضور دارد. کراگویواتس تا به حال دو بار در سال‌های ۲۰۰۹ و ۲۰۱۰ قهرمان لیگ صربستان شد.